# Перовский дворец
Перовский летний дворец Елизаветы Петровны — несохранившийся деревянный дворец в бывшей императорской резиденции в селе Перово (ныне районе Москвы). Построен по проекту Б. Ф. Растрелли в середине XVIII века на месте, где был расположен кинотеатр «Владивосток», ставший с августа 2022 года «Московским театром иллюзий» ул. Сергея Лазо, д. 3). Разобран в конце XVIII века. Являлся частью дворцово-паркового ансамбля, включавшего и сохранившуюся до наших дней Знаменскую церковь конца XVII — начала XVIII века.

## История
До графа А. Г. Разумовского, получившего в 1744 году село от императрицы Елизаветы Петровны, Перово было во владении нескольких собственников. В первой половине XVII века оно принадлежало князьям Ф. Б. и И. Б. Татевым и было пустошью. В 1646 году при князе Ф. С. Куракине это была деревня с четырьмя крестьянскими дворами, а в 1678 году при князе И. А. Воротынском это уже было сельцо с боярским двором. В 1680 году Перово перешло в собственность П. А. Голицына, ставшего инициатором постройки церкви иконы Божией Матери Знамение, которая была освящена в 1705 году. В 1732 году Перово перешло к Брюсам, а в 1743 году было куплено в казну.

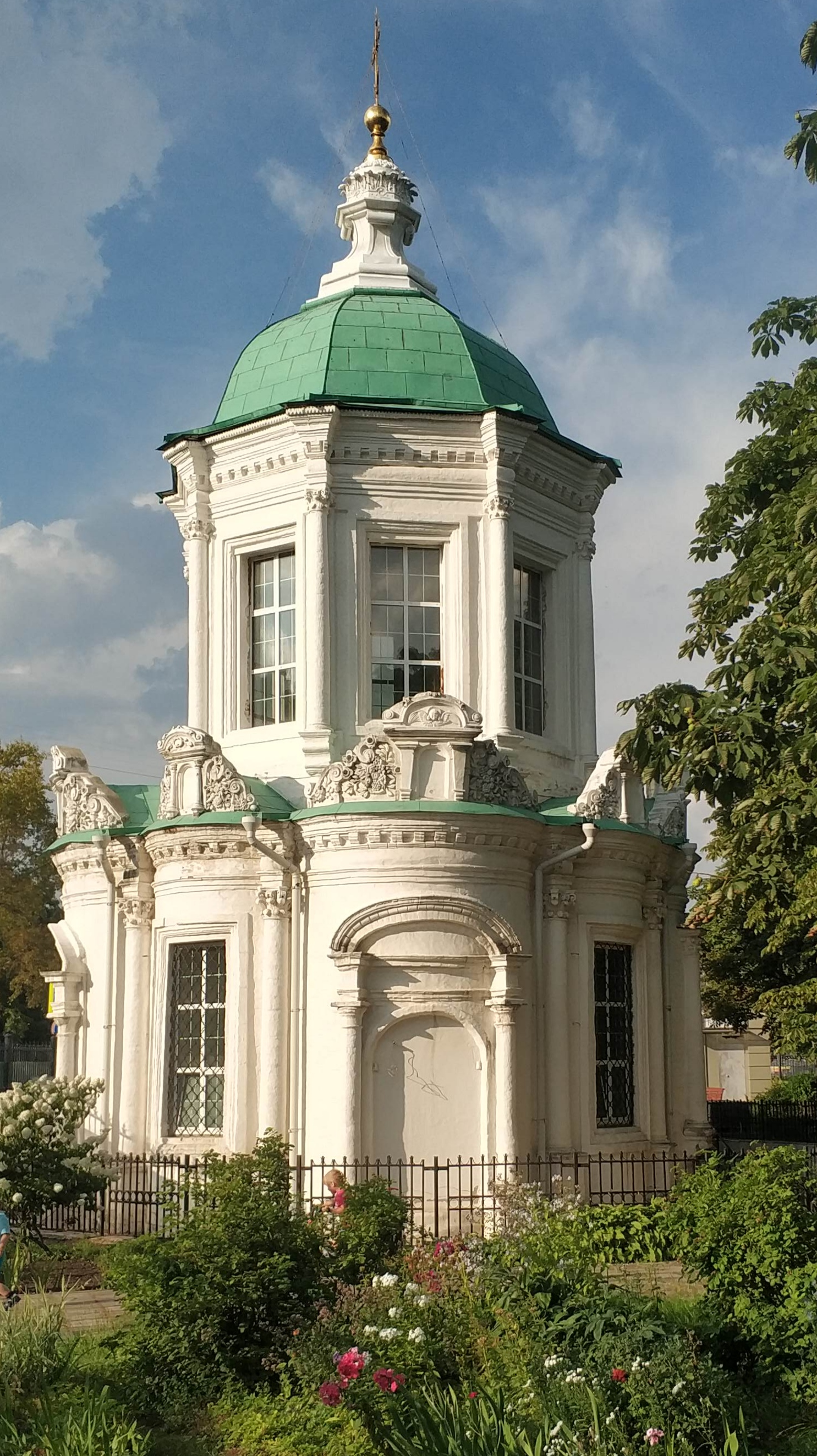
Церковь в Перове

На основе Голицынской усадьбы при графе А. Г. Разумовском в 1747—1748 годах был создан один из крупнейших дворцово-парковых ансамблей середины XVIII века. Регулярный парк с главной осью, ориентированной на дорогу в Лефортово был создан по проекту Б. Ф. Растрелли и под наблюдением А. П. Евлашева.
Разобран в конце XVIII в.

## Архитектура
Деревянный дворец в стиле барокко был построен по проекту Б. Ф. Растрелли и во многом приближался к приёмам и формам петербургской архитектурной школы времён развитого барокко. Он представлял собой характерное для своего времени протяжённое одноэтажное здание и имел трёхризалитную композицию главного фасада с парадным залом на поперечной оси.
В Киеве сохранился аналог Перовского дворца (обновлённый в середине XIX века для императрицы Марии Александровны) — Мариинский дворец, который является церемониальной резиденцией Президента Украины).